# رون كارلسون (روائي)
رون كارلسون (بالإنجليزية: Ron Carlson)‏ (1947، لوغان في الولايات المتحدة)؛ روائي أمريكي.